# Sylvesterloppet (Göteborg)
Sylvesterloppet är en årlig, 10 kilometer lång, löpningstävling som springs den 31 december i Göteborg i Sverige sedan 1981. Loppet är baserat på Sylvesterloppet i São Paulo i Brasilien.

## Vinnare
| År   | Herrar                                        | Klubb                     | Damer                | Klubb                  |
| ---- | --------------------------------------------- | ------------------------- | -------------------- | ---------------------- |
| 1981 | Sivert Ahxner                                 | Mölndals AIK              | Evy Palm             | Mölndals AIK           |
| 1982 | Sivert Ahxner                                 | Mölndals AIK              | Eva Svensson         | Mölndals AIK           |
| 1983 | Sören Hellmark                                | IF Kville                 | Oddrun Hovsengen     | Lillehammer IF         |
| 1984 | Håkan Börjesson                               | IF Hagen                  | Evy Palm             | Mölndals AIK           |
| 1985 | Jan Hagelbrant                                | Kils AIK                  | Midde Hamrin         | Mölndals AIK           |
| 1986 | Henrik Jørgensen                              | Herlev IF                 | Midde Hamrin         | Mölndals AIK           |
| 1987 | Håkan Börjesson                               | IF Hagen                  | Kristina Ljungberg   | IF Hagen               |
| 1988 | Jan Stensson                                  | IF Kville                 | Kristina Ljungberg   | IF Hagen               |
| 1989 | Mats Erixon                                   | Mölndals AIK              | Midde Hamrin         | Mölndals AIK           |
| 1990 | Håkan Börjesson                               | IF Hagen                  | Grete Kirkeberg      | Kongsvinger IL         |
| 1991 | Lars Andervang                                | IK Ymer                   | Midde Hamrin         | Mölndals AIK           |
| 1992 | Magnus Bergman                                | ORK LK                    | Marie Granberg       | Hässelby SK            |
| 1993 | Ulf Olsson                                    | IF Hagen                  | Midde Hamrin         | Mölndals AIK           |
| 1994 | Bjarne Thysell                                | Ärla IF                   | Midde Hamrin         | Hässelby SK            |
| 1995 | Jonas Hagelin                                 | Mölndals AIK              | Anne Martikainen     | SLK Oxelösund          |
| 1996 | Jonas Hagelin                                 | Mölndals AIK              | Jessica Bolgert      | IF Kville              |
| 1997 | Joakim Johansson                              | Hälle IF                  | Midde Hamrin         | Mölndals AIK           |
| 1998 | Joakim Johansson                              | Hälle IF                  | Helen Willix         | Hälle IF               |
| 1999 | Joakim Johansson                              | Hälle IF                  | Helen Willix         | KA1 IF                 |
| 2000 | Joakim Johansson                              | Hälle IF                  | Helen Willix         | Spårvägens FK          |
| 2001 | Tobias Lundvall                               | Sävedalens AIK            | Susanne Johansson    | Hässelby SK            |
| 2002 | Patrik Gustafson                              | Brittatorps TK            | Helen Willix         | Spårvägens FK          |
| 2003 | Oscar Käck                                    | IF Hagen                  | Christin Johansson   | IF Kville              |
| 2004 | Erik Öhlund                                   | Hälle IF                  | Cecilia Jeverstam    | Mölndals AIK           |
| 2005 | Joakim Johansson                              | Hälle IF                  | Christin Johansson   | IF Kville              |
| 2006 | Oscar Käck                                    | IF Hagen                  | Cecilia Jeverstam    | Mölndals AIK           |
| 2007 | Henrik Ahnström                               | Hälle IF                  | Isabellah Andersson  | Hässelby SK            |
| 2008 | Oscar Käck                                    | IF Hagen                  | Kajsa Petersson      | Hässelby SK            |
| 2009 | Patrik Andersson                              | Hälle IF                  | Meraf Bahta          | Hälle IF               |
| 2010 | William Lind, Patrik Andersson (segern delad) | Sävedalens AIK / Hälle IF | Meraf Bahta          | Hälle IF               |
| 2011 | Peter Gross                                   | Hässelby SK               | Eva Nyström          | Ullevi FK              |
| 2012 | Musael Temesghen                              | Hälle IF                  | Charlotta Fougberg   | Ullevi FK              |
| 2013 | Musael Temesghen                              | Hälle IF                  | Tova Eurén-Magnusson | Göteborgs Kvinnliga IK |
| 2014 | Nasir Dawoud                                  | Eskilstuna friidrott      | Sara Holmgren        | Team Salming           |
| 2015 | Fredrik Bakkman                               | Team Salming              | Sara Svensk          | Göteborg               |
| 2016 | William Lind                                  | Sävedalens AIK            | Elin Borglund        | Sävedalens AIK         |
| 2017 | Mikael Ekvall                                 | Strömstad Löparklubb      | Sara Holmgren        | Örgryte IS             |
| 2018 | Jonas Leanderson                              | Malmö AI                  | Charlotta Fougberg   | Ullevi FK              |
| 2019 | Karsten Meier                                 | LG Braunschweig           | Annie Bersagel       | IK Tjalve              |

### Fotnoter
1. ↑  ”Sylvesterloppet - Resultat och segrare”. Sylvesterloppet. http://sylvesterloppet.se/resultatallalopp/. Läst 21 februari 2014.
2. ↑  ”Tio lopp att avsluta löparåret med”. Marathon. 28 december 2011. Arkiverad från originalet den 23 februari 2014. https://web.archive.org/web/20140223121131/http://www.marathon.se/aktuellt/tio-lopp-att-avsluta-l%C3%B6par%C3%A5ret-med. Läst 21 februari 2014.